# 天主教莱格尼察教区
天主教萊格尼察教區（拉丁語：Dioecesis Legnicensis）是波蘭一個羅馬天主教教區。教座位於萊格尼察。屬弗羅茨瓦夫總教區。
1992年3月25日由教宗若望保祿二世升為教區。2011年，在當地851,500人口中，有教友776,700人，佔轄區總人口91.2%、241個堂區、475名司鐸、76名修士、203名修女。

## 歷任主教
- ̆塔德烏什·雷巴克（英语：Tadeusz Rybak）(1992年3月25日–2005年3月19日)
- 斯德望·齊黑（英语：-{[[:en:[Stefan Cichy|[Stefan Cichy]]}-）(2005年3月19日–2014年4月16日)
- 茲比格涅夫·基爾尼科夫斯基（英语：Zbigniew Kiernikowski）(2014年4月16日– 2021年6月28日)
- 安傑伊·西米涅夫斯基（英语：Andrzej Siemieniewski）（2021年6月28日–現在）